# Parthenicus basicornis
Parthenicus basicornis är en insektsart som beskrevs av Knight 1968. Parthenicus basicornis ingår i släktet Parthenicus och familjen ängsskinnbaggar. Inga underarter finns listade i Catalogue of Life.